# Diospyros
Diospyros is een plantengeslacht van meer dan zevenhonderd soorten bladverliezende en groenblijvende bomen. De meerderheid komt van nature voor in de tropen. Enkele soorten komen in gematigde streken voor. Het geslacht omvat soorten van commerciële betekenis om hun eetbare vruchten (onder andere de kaki en de Amerikaanse persimoen) of voor hun ebbenhout (onder andere Diospyros ebenum met zwart ebbenhout en Dispyros celebica met gestreept ebbenhout). In de meeste soorten van dit geslacht is het zwarte ebbenhout (bijna volledig) afwezig: het hout van zulke soorten heeft maar een beperkte toepassing, bijvoorbeeld bij de Amerikaanse persimoen. De soorten die voorheen in het geslacht Maba werden geplaatst, worden nu ook in dit geslacht ondergebracht.
Diospyros-soorten worden gebruikt als waardplant door de larven van sommige soorten vlinders zoals Gymnoscelis rufifasciata, Eupseudosoma aberrans, Eupseudosoma involutum en Hypercompe indecisa.

## Soorten
- Diospyros acris
- Diospyros armata
- Diospyros austro-africana (fire-sticks)
- Diospyros boala (boala)
- Diospyros canaliculata (synoniemen: Diospyros cauliflora, Diospyros xanthochlamys)
- Diospyros celebica (Coromandel ebbenhout, Makassar ebbenhout)
- Diospyros chloroxylon
- Diospyros crassiflora
- Diospyros confertifolia Zuidoost-Azië
- Diospyros digyna (zwarte zapote) Deze komt van nature voor in Mexico en Guatemala met vruchten die onrijp een groene schil met wit vruchtvlees hebben en bij rijpheid zwart worden
- Diospyros discolor (mabolo) Deze is endemisch op de Filipijnen en heeft vruchten die bij rijpheid violet zijn.
- Diospyros ebenaster
- Diospyros ebenum (synoniem: Diospyros hebecarpa) (Ceylon-ebbenhout). Een boom uit tropisch Azië, waarvan het donkere hout wordt gebruikt voor de fabricage van kasten
- Diospyros ehretioides
- Diospyros fischeri (synoniem: Royena fischeri)
- Diospyros insularis (Nieuw-Guinea-ebbenhout)
- Diospyros kaki (kaki). De meest gecultiveerde soort, die wordt gekweekt om zijn smakelijke vruchten. Deze soort is inheems in China en is bladverliezend met brede, stevige bladeren. Cultivatie van de plant om zijn vruchten begon eerst in andere gedeeltes van Oost- Azië en de plant is gedurende de negentiende eeuw geïntroduceerd in Californië en het zuiden van Israël.
- Diospyros kurzii (Marblewood, Andaman Marble)
- Diospyroslanceifolia Zuidoost-Azië
- Diospyros lotus (lotusboom of dadelpruim) Deze komt voor in het zuidwesten van Azië en in Zuidoost-Europa. De vrucht stond bij de oude Grieken bekend als “het fruit van God, de goddelijke peer”, dat wil zeggen 'dios pyros', wat de wetenschappelijke naam van het geslacht verklaart. Dadelpruim verwijst naar de smaak die aan pruimen en dadels doet denken.
- Diospyros lycioides (bluebush)
- Diospyros macrocalyx (synoniemen: Diospyros loureiroana en Royena macrocalyx).
- Diospyros maritima
- Diospyros melanoxylon (Coromandel-ebbenhout, Oost-Indisch ebbenhout, Tendu, M'pingo) De bladeren van deze soort worden verbouwd in India om zogeheten bidi-sigaretten van te maken.
- Diospyros mespiliformis (jakhalsbes, ook 'Jackalberry', 'Jackal Berry', 'Jakkalbessie', 'Afrikaans ebbenhout')
- Diospyros multiflora
- Diospyros mollis
- Diospyros montana (bergpersimoen)
- Diospyros peregrina
- Diospyros ramulosa (koenoekam)
- Diospyros samoensis
- Diospyros sandwicensis (lama). Endemisch in Hawaï.
- Diospyros siamang (synoniem: Diospyros elliptifolia)
- Diospyros texana (Texaanse persimoen) Sterk vertakte struik of kleine boom die inheems is in Centraal en West-Texas , waar hij groeit op droge rotsachtige heuvels. De vrucht, die kleiner is dan die van de Amerikaanse persimoen, wordt gegeten door veel vogels en zoogdieren. Ook gebruikten Indianen de kleurstof gewonnen uit de vruchten voor het aanbrengen van schutkleuren.
- Diospyros trichophylla (synoniem: Diospyros pruriens)
- Diospyros villosa (synoniem: Royena villosa)
- Diospyros virginiana (Amerikaanse persimoen) Endemisch in het oosten van Noord-Amerika.